# Abram Games

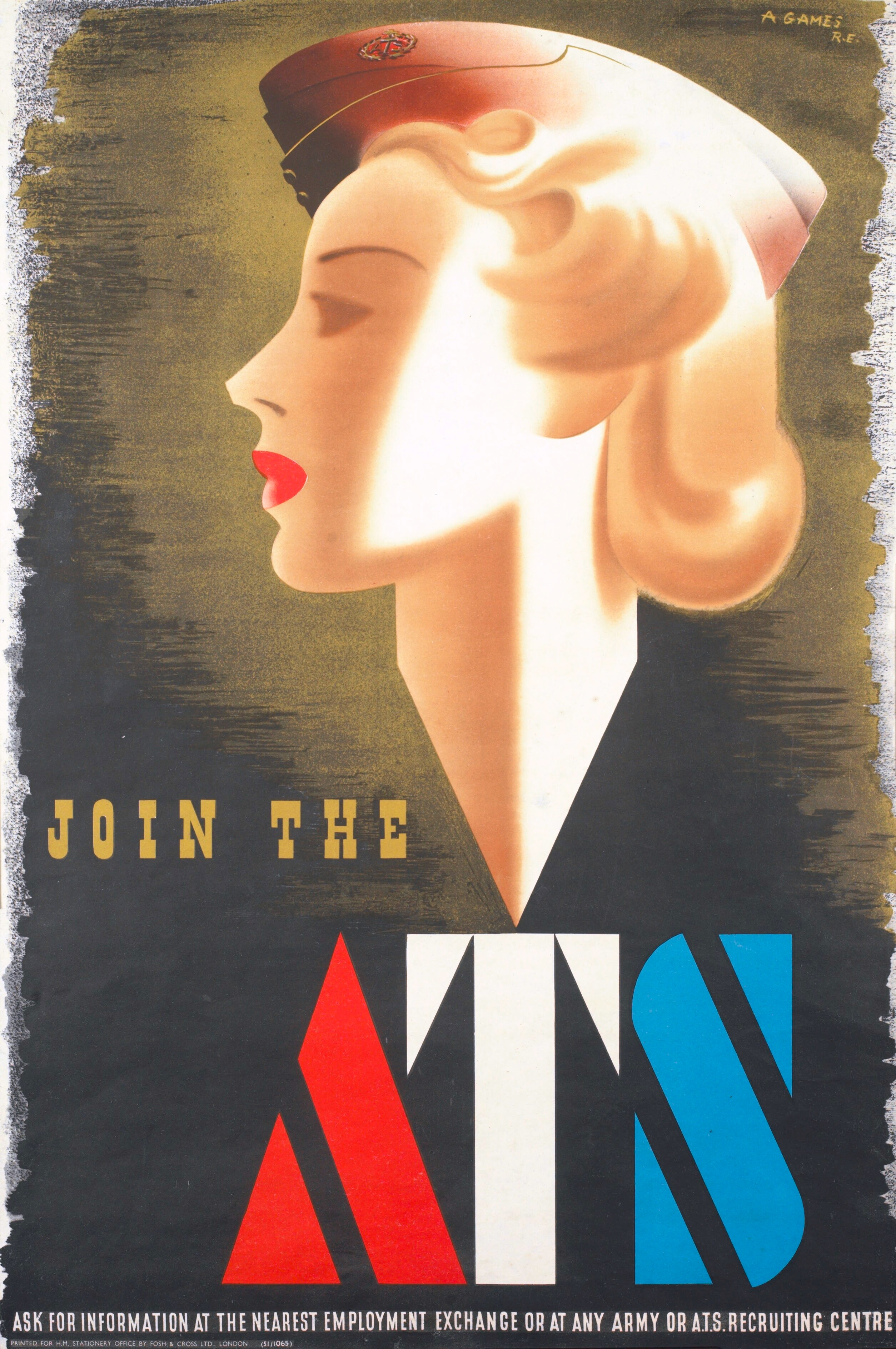
Abram Games: Join the ATS (1941) – das Plakat erhielt den Spitznamen „Blonde Bombshell“

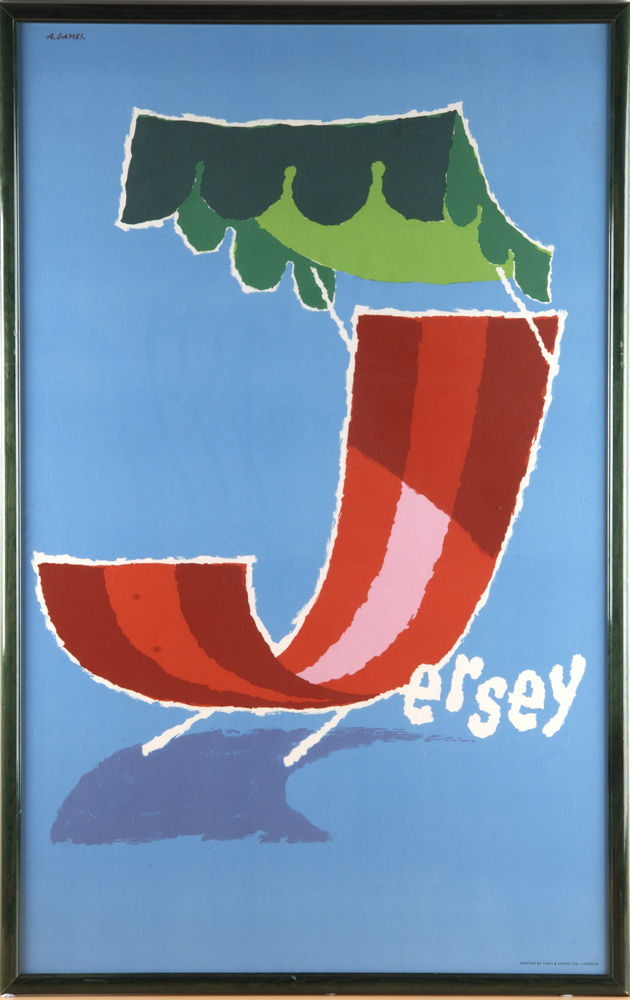
Tourismuswerbung für Jersey (1950er Jahre)

Abram Games (Abraham Gamse) (geboren 29. Juli 1914 in Whitechapel, London; gestorben 27. August 1996 in London) war ein britischer Grafikdesigner.

## Leben
Joseph Gamse und Sarah Gamse waren osteuropäische Juden. Sie waren nach England emigriert und lebten im Londoner East End. Die Familie anglisierte 1926 den Familiennamen. Abram (Abraham), das zweite von drei Kindern, besuchte die Comprehensive School in Hackney und versuchte danach, ein Stipendium für eine Kunsthochschule zu bekommen. Er besuchte relativ erfolglos und ohne Abschluss zwei Terms an der Saint Martin’s School of Art. Daneben jobbte er als Faktotum in einem Designstudio sowie im Fotogeschäft seines Vaters. 1935 gewann er für ein Plakat einen Preis des London City Council. Ab 1936 arbeitete er freiberuflich und erhielt erste Aufträge vom London Passenger Transport Board und von Shell. Er engagierte sich politisch links. 1938 entwarf er ein Plakat zu einem Spendenaufruf für die republikanischen Opfer des Spanischen Bürgerkriegs.
Nach Kriegsausbruch 1939 wurde er als einfacher Soldat eingezogen. 1940 holte ihn Jack Beddington, der bei Shell Public Relations Manager gewesen war und nun die Filmabteilung des britischen Informationsministeriums leitete, als Propagandaplakatkünstler in das Ministerium, für das Games während des Krieges über einhundert Plakate schuf.
Seine künstlerische Leitlinie bei der Arbeit war maximum meaning, minimum means. Mit einem Minimum an Gestaltungsmitteln sollte ein Maximum an Bedeutung geschaffen werden. Seine Arbeit wird mit dem Bauhaus, dem Konstruktivismus und Anleihen des Surrealismus in Verbindung gebracht. Besonders bekannt wurden seine Propagandaplakate, die Frauen für den Kriegsdienst im Auxiliary Territorial Service (ATS) warben. Eines der Plakate aus dieser Serie – Games hatte dafür eine Mitarbeiterin, die 19-jährige Doreen Murphy, als Modell verwendet – wurde allerdings nach einer von der feministisch eingestellten, konservativen Abgeordneten Thelma Cazalet-Keir angeregten Unterhausdebatte vom War Office aus dem Verkehr gezogen. Das Plakat hatte den Spitznamen „Blonde Bombshell“ (englisch für ‚blondes Gift‘) erhalten und galt als zu frivol. Games’ Plakatserie Your Britain wurde wegen sozialistischer Inhalte, in denen den britischen Arbeitern Hoffnung auf eine sozialere Nachkriegszeit gemacht wurde, von Winston Churchill zurückgewiesen.
Nach dem Krieg arbeitete Games bis ins hohe Alter freiberuflich. Er entwarf Plakate und Logos für Unternehmen wie Financial Times, BBC, British Airways, Guinness und El Al. 1951 schuf er das Emblem des Festival of Britain, das auch für eine Briefmarke verwendet wurde. Games gehörte in den fünfziger Jahren zu der Generation von Künstlern und Designern, die die Werbung von ihrer Textlast befreiten und sie auf eine einfache Bildnachricht reduzierten. Von Games stammen Briefmarken für die Royal Mail und für die Post in Jersey, Irland, Israel und Portugal. Für Penguin Books schuf er 1956 Bucheinbände und Illustrationen, allerdings gab der Verlag dieses „künstlerische Experiment“ bald wieder auf. Für die Welternährungsorganisation der Vereinten Nationen entwarf er in den sechziger Jahren eine Plakatserie Freedom from Hunger.
Er engagierte sich mit seiner Arbeit auch für die Wohltätigkeitsorganisation World Jewish Relief und ehrenamtlich in der Londoner Gemeinde des Reformjudentums. Für sie gestaltete er Bibeleinbände und Titelblätter der Zeitung The Jewish Chronicle.
Von 1946 bis 1953 hatte Games einen Lehrauftrag am Royal College of Art inne, zu seinen Schülern gehörte unter Anderen David Gentleman.
1958 wurde er zum Officer des Order of the British Empire (OBE) und 1959 zum Royal Designer for Industry (RDI) ernannt.
Games war seit Oktober 1945 mit der Textildesignerin Marianne Salfeld verheiratet, Tochter des Chemikers Ludwig Salfeld, der 1934 nach Paris emigriert war und 1935 in London bei Helena Rubinstein eine Arbeit fand. Sie war eine Enkeltochter des Mainzer Rabbiners Siegmund Salfeld. Games und Salfeld hatten drei Kinder: Daniel (* 1946), Sophie (* 1948) und Naomi (* 1951). Naomi Games organisiert die Sichtung, Ausstellung und Herausgabe seiner Werke. Das National Army Museum erwarb 2013 von ihr eine Sammlung signierter Plakate in Mint Condition.

Auswahl gemeinfreier Plakate
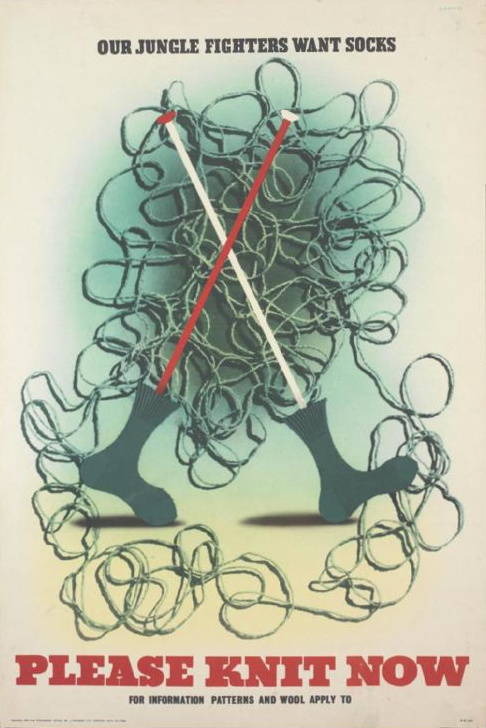
Soldatenhilfe
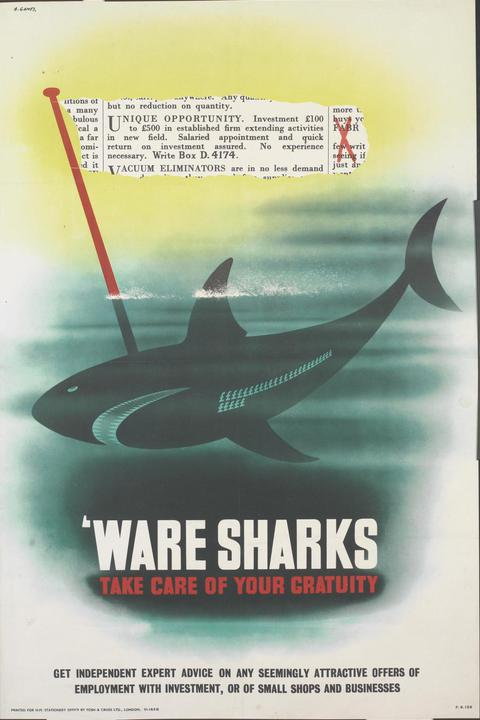
Spionageabwehr
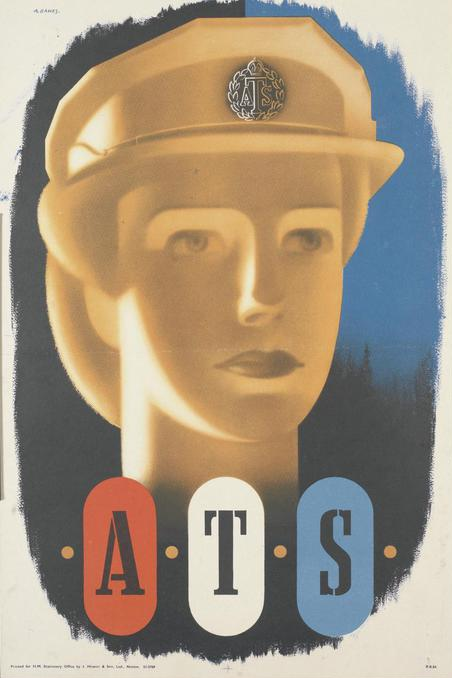
Rekrutierung
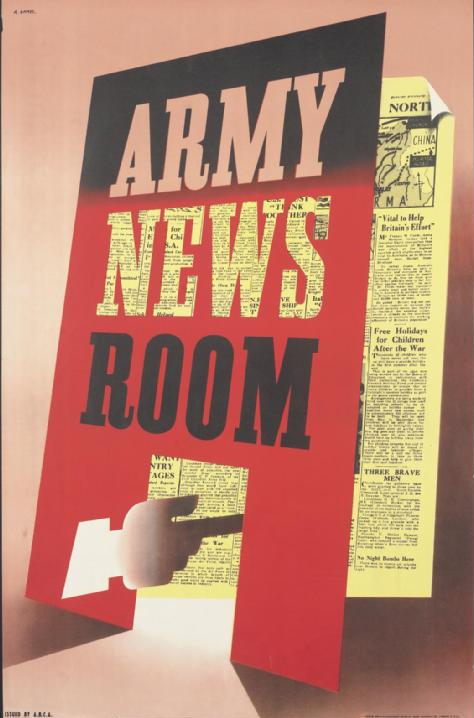
Spionageabwehr
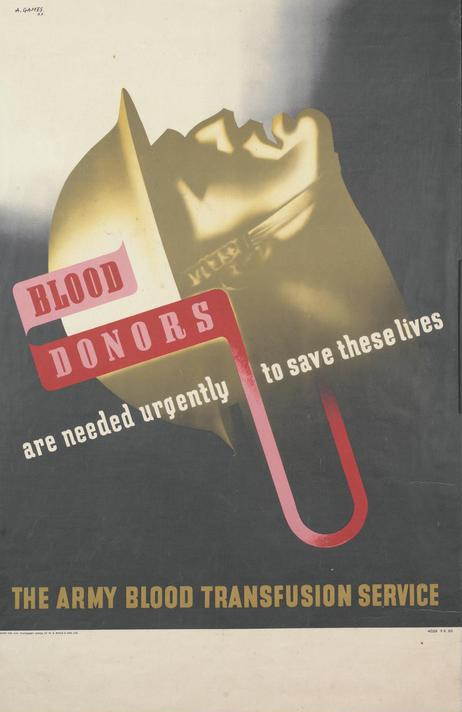
Blutspende
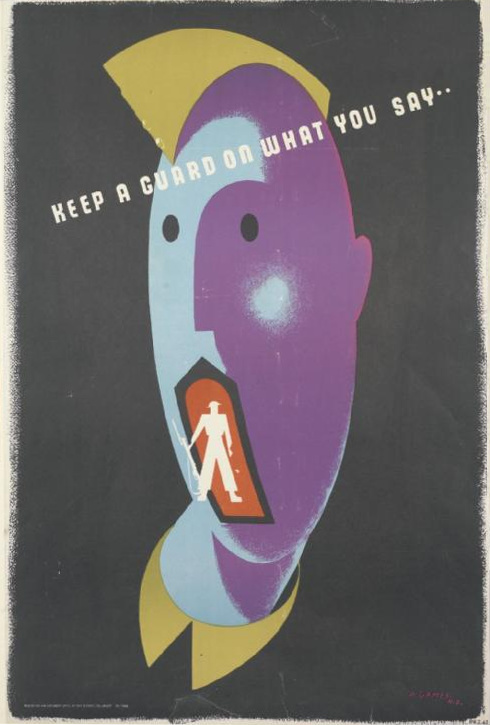
Spionageabwehr

## Schriften und Ausstellungen (Auswahl)
- Over my shoulder. Studio Books, London 1960.
- The poster in modern advertising. In: Journal of the Royal Society of Arts. 1962, S. 323–332.
- Naomi Games (Hrsg.): Poster journeys: Abram Games and London Transport. Capital Transport Pub. in association with the London Transport Museum, Harrow, Hampshire 2008.
- A. Games: 60 years of design. Howard Gardens Gallery, Wales 1990.
- Naomi Games, Catherine Moriarty, June Rose: Abram Games, Maximum Meaning, Minimum Means. Lund Humphries, Aldershot 2003.
- Designing the 20th Century: Life and Work of Abram Games. Jewish Museum London, 2014